# Hololive production相关争议

以下为hololive production相關爭議。

## 收益化问题
2019年9月30日，赤井心的收益化由于不明原因被收回。自此开始，截止至2020年1月24日，除赤井心外，又有5名hololive的Vtuber的收益化被收回，先后分别是夜空梅露（2019年11月6日）、癒月巧可（2019年11月25日）、亚绮·罗森塔尔（2019年12月9日）、白银诺艾尔（2020年1月1日）、夏色祭（2020年1月24日）。
2020年1月28日，著名YouTuber“TheQuartering”（Jeremy Hambly，杰里米·汉布莱）制作视频为这些Vtuber发声，认为YouTube的机器人误判导致了她们收益化被收回，并于次日发推宣传该视频，向YouTube团队反映该问题，称“YouTube的机器人不久前随意地摧毁了整个类型（的视频）”。随后YouTube团队在该推文下回复称会对存在问题进行检查。同月31日，夏色祭的收益化恢复，离她收益化被收回时间仅过去大约一周。次日，所有曾被收回收益化的hololive成员全部宣布恢复收益化。

## 夜空梅露曝光事件
自2020年2月20日起直至同年6月23日，夜空梅露未在主频道进行过一次直播。
2020年5月16日，梅露在推特上曝光称自己曾遭到严重的网络性骚扰与诽谤。根据本人描述，她自2019年10月起遭到来自众多匿名推特账户的性骚扰与诽谤，她屏蔽了一些账号，但还是徒劳。她同时揭露了2019年10月31日生日3D直播中止一事的实情：在预定生日3D直播开始前梅露收到了一封来自与她“有过多次接触的身边的人”的毁谤性骚扰邮件，并且该人知道她的个人信息与行程安排，考虑到可能风险，梅露取消了需要“去录音棚”的生日3D直播。随后，通过朋友介绍，在律师的帮助下，梅露向该人发送了一封存证信函，双方开始协商。同时，梅露对活动的不安越来越深，于是不再直播，保持“活动半停止”的状态。至2020年3月，该人已停止骚扰梅露，事情正迈向解决。同时梅露称，“一些本应帮助我解决问题的人”“说了一些未经考虑的话”，实际未伸出援手。
2020年5月25日，谷乡元昭就公司在该事件中的一系列行为（未能更好照顾旗下主播、未能及时上报并解决问题、在知道加害者身份——公司内部人员——的情况下未能阻止问题发生、不顾当时形势胁迫梅露直播）向公众道歉，并称已帮梅露支付律师费，并将审查现有体制。
2020年6月7日，梅露经过半个多月的沉寂后，在推特上正式宣布自己即将回归。同月24日，梅露进行自2020年2月20日以来的第一次直播，宣布复活，恢复正常活动。
2024年1月16日，hololive宣布因泄露公司机密，违反公司保密条款，解除与夜空梅露之间的合約。

## 未經授權直播
2020年6月5日，谷乡元昭就hololive旗下Vtuber未经许可开启收益化模式进行任天堂游戏直播进行道歉。同时谷乡称，公司收到任天堂的通知，该通知说可以将过往任天堂游戏直播视频调成非收益化模式，并且“不必设置成私享”。即使如此，hololive旗下Vtuber的bilibili官方频道的所有与任天堂游戏有关的视频仍几乎被全部删除。同年8月1日，母公司COVER与任天堂签约，获准进行任天堂游戏直播。
同年7月30日，大神澪收到2次来自卡普空，并针对她的《幽灵欺诈》游戏直播的版权警告。随后，谷乡元昭就hololive旗下Vtuber未经许可开启收益化模式进行某些公司的游戏的直播进行道歉。随后，经过一轮自审查，hololive旗下Vtuber的YouTube频道的大量直播录像/视频被改为非公开，迄今大部分直播录像/视频仍未恢复公开；而bilibili官方频道的所有与卡普空游戏有关的直播录像/视频被全部删除。数日后，8月5日，COVER官方就大神澪的无许可直播再次向公众致歉，而大神澪也宣布停播一个月。9月4日，COVER在Twitter宣佈已經完成與有關人士相討協議，而大神澪亦宣佈將於9月5日恢復直播。

## 魔乃阿蘿耶Live2D事件
魔乃阿蘿耶於2020年8月15日正式出道不久后，其中之人被曝出早在她出道前，她就在她的私人TwitCasting频道上测试Live2D，且有关的直播录像未被删除。同时，有关其中之人与她男朋友的传言四起。为此，2020年8月17日，魔乃阿蘿耶在YouTube進行了緊急告知直播，在直播中她就未删除Live2D测试录像一事进行道歉，并宣布停播两周。同时她称，此次测试直播是运营许可进行的，而她与其男朋友早就切断联系；而在此事件曝出后，她就不断接到陌生人打来的电话。两周后，2020年8月31日，在“进一步讨论”后，COVER宣布魔乃阿蘿耶正式毕业。

## 水龙敬终止创作合作
2021年2月22日，漫畫家水龙敬突然在Twitter表示中断与虚拟YouTuber企划Hololive production的一切合作，并将所有与hololive相关的二次创作全部删除，言辞颇为激烈。据水龙敬称，自己在最近半年内一直致力于hololive的母公司COVER的企划，但受到了对方“作为企业根本不可能有的应付方式”。2月23日，水龙敬删除了相关Twitter消息，COVER也没作出回应。

## 小魔女诺贝塔负评事件
2021年10月1日，小魔女诺贝塔公开最新资讯，其中显示白上吹雪，白银诺艾尔以及尾丸波尔卡将会为游戏内的人物进行配音。消息传出后，由于之前发生的龍心事件，开始有大量中国大陆网民涌入小魔女诺贝塔的steam页面且留下以“与反华公司合作”为由的负评。小魔女诺贝塔官方在facebook对此表示深感遗憾。

## 潤羽露西婭事件
2022年2月24日，COVER株式會社證實潤羽露西婭未經許可向第三者洩漏與經紀人間的業務對話內容，在事後也未告知公司相關人員，此舉讓公司失去信任正式與其解約。

## 姬森璐娜看板事件
在2022年3月19—20日「hololive SUPER EXPO 2022」线下活动期间，有粉丝发现姬森璐娜在现场的大型看板中被移除，事后Hololive官方在Twitter上发文道歉。
隶属于Holoive Gamers的大神澪在其直播中表示，有可能是运营方原本计划要将已在2月解除合约的潤羽露西婭从看板上移除，但把姬森璐（ル）娜和潤羽露（る）西婭搞混而意外刪錯人。

## 与中国大陆相关争议

### 凑阿库娅珍珠奶茶事件
2019年3月31日，凑阿库娅在直播中与观众聊到珍珠奶茶，其中有个观众留言。而此次直播有同步转播至bilibili，导致bilibili直播间遭到封禁，同时遭到中国大陆网民小幅度炎上。此事件为Hololive最初与中国大陆、台湾有关的炎上事件。

### “石”事件
2019年7月18日起，有关hololive母公司COVER的中国运营负责人石巍斌（网名为“石”）扣留收益、控制VTuber在bilibili限定直播频率及内容、骚扰中之人、恶意调侃京都动画纵火案等言行开始在网络上流传，运营着hololive旗下绝大多数的VTuber官方账号的幻夜字幕组（以下简称“幻夜组”）组长和管理剩余一部分官方账号的时空字幕组（以下简称“时空组”）组长维护石巍斌的行为的言论及QQ群聊天记录也随之流出，引起轰动，由此也牵扯出石巍斌运营的公司迟迟未能实现hololive旗下VTuber与B站签约且未能得到直播收益等负面消息。20日凌晨，幻夜组组长不再支持石巍斌，宣布字幕组全组罢工，并亲自出面解决事件，同日宣布事情解决后幻夜组将结束现有体系，同时组长退圈；稍晚，时空组的涉事组长引咎辞职，新组长宣布加入幻夜组的罢工行列。
7月20日晚，COVER于Twitter发布官方声明，称会于7月底前向VTuber支付从中国取得的收益，并审查现有体制。
7月21日，COVER官网发布声明，虽然否认石巍斌私吞收益、性骚扰中之人等行径，但仍谴责了石巍斌恶意消费京都动画纵火案的行为，并确认与石巍斌及其第三方公司解约的消息。同日晚，幻夜组组长正式宣布隐退。7月22日晚，hololive的bilibili官方频道发布复更通告暨联合声明，称字幕组、COVER、bilibili三方的对接工作已经开始，新对接人的举动会受到各方的监督；VTuber在bilibili的收益将在这个月底打款；同时参与罢工的字幕组全面复工。同日21时左右，石巍斌發长文道歉，并称尊重并服从COVER的决定。

### 巧可辭典事件
2020年6月11日，癒月巧可与友人A、猫又小粥、大空昴联动，进行“巧可辞典”问答直播，一个从粉丝处征集，并存在与中国有关的领土描述（将西藏单独列为“国家”的一個選項）的问题被选中而在直播中出现。随后，COVER官方和向癒月巧可提供该问题的网友已经道歉，而癒月巧可的bilibili直播间也被封禁一个月（因为字幕组在直播间转播了此次直播）。截止2020年9月5日，除新Live2D模型披露之外，该直播间仍未恢复转播活动。

### 龍心事件

#### 起因
2020年9月24日晚間5点，赤井心于直播中谈及自己YouTube频道的观众分布，查阅了YouTube后台数据，并念出“日本人有37%，美国有11%，台湾有7%”。转播结束后不久，其用于转播的bilibili直播间被永久封禁。后来该期节目的录播曾一度转为私人影片后再次公开，事件发酵之后被设为私人影片。
9月25日早6点，桐生可可在其直播节目《早安可可》中同样分享了自己频道的观众分布，展示了YouTube后台数据的截图，并读出占比。此截图上出现YouTube頻道後台自動顯示的，且列出日本、美国、台湾、菲律宾和印度尼西亚观众的占比。随即其用于转播的bilibili直播间停播，并被封禁一个月，之后改为永久封禁。在桐生可可下播后该期《早安可可》被立刻设置为不公开的私人影片，在删除了展示后台数据部分后录播重新公开。

#### 發展
9月25日《早安可可》播出后，中国大陆网民在桐生可可推特下大量使用简体中文对其发表人身攻击等侮辱性言论和死亡威脅等恐嚇性言論，并演变成与欧美、港澳、日台等各國网民互相攻击的骂战。因直播间恶意留言过多，当晚桐生可可的游戏直播在开播前转成了会员限定模式。
9月27日晚间，Cover做出回应，首先在bilibili发表中文声明向中国大陆观众致歉，表示尊重中國主權和領土完整，尊重《中日聯合聲明》及《中日和平友好條約》，坚决拥护一个中国政策；稍后又在官网与bilibili发布正式的日文与中文声明，指赤井心和桐生可可二人私自公开本属于公司机密的后台统计数据，且发表了损害部分地区人民感情的言行，决定二人从2020年9月28日至10月19日期间停止一切活动，二人也在Twitter上分别转发了声明并道歉。而其日文声明增加了中文声明不包含的、被认为指责中国大陆观众“民族主义”的语句，再次招致不满。同日，bilibili的桐生可可非官方翻译组宣布解散。Cover发出公告后，bilibili桐生可可官方字幕组发布解散声明，并删除了bilibili官方帐号上的所有稿件。各民间字幕组也不再承认COVER的“二次创作规约”，并发布抗议内容。而一個主要由中國大陆人運營的hololive英文翻譯YouTube頻道“Hololive Moments”（曾为YouTube中订阅数最多的hololive英文翻譯頻道，10月3日宣布解散）則在事後隱藏了所有有關桐生可可的影片，及後Hololive Moments將所有影片隱藏，並聲明這是為了抗議Cover對赤井心處罰太重，桐生可可處罰太輕，同时该声明下有大量英文评论对其这种行为表示鄙视并且希望營運Hololive Moments的人“别再回来”。
9月30日，Cover公司发布新公告，當中對9月24日事件發生至9月27日發出公告之間的事件經過作出解釋，聲稱中文聲明是與中國大陆的合作夥伴公司協商後共同創建的，目的是按照當地法律和社會規範開展業務並貼合觀眾的需求，但声明中仍出现了一些沒有顧及某些國家與地區的內容和内容上的差异，引发了混亂，因此對此深表歉意。公告中亦提及Cover在9月29日的緊急會議中，決定對董事長谷鄉元昭執行嚴重警告處分，並將設置合規委員會防止此類事件發生，而谷鄉亦自願返還部分薪酬予Cover。其後，Cover在Twitter宣佈為防止有人在直播聊天室中發出敏感內容，設定了一系列的字詞過濾。
10月18日，Cover再发公告，确认了二名VTuber將於翌日起恢復活動，同时表示“两位艺人均非出于故意”，並且“在这次爭議的过程中（两位艺人）受到了极其严重的诽谤中伤以及杀害预告”。其后，多个hololive官方及民间字幕组宣布无限期暂停活动，并删除了账号内的大部分投稿。
10月19日，赤井心和桐生可可恢復活動。桐生可可于19日的复播节目为“早安可可”，直播结尾处的一些语句再次引起争议。部分中国大陆网民对桐生可可YouTube直播间的聊天室干扰与推特攻击长期持续。
11月12日和16日，Cover發表两则公告，hololive中國所有成員都將於年底前「畢業」。

#### 各方觀點

##### 中國大陸
事件在发生后即引发了bilibili、NGA、百度贴吧等中國大陆论坛中hololive观众社群的激烈讨论。中国大陆网民不满公众人物随意触碰地缘政治的言论红线，认为“hololive伤害了中国大陆粉丝的感情”。对于9月27日COVER发布于官方推特的声明中没有对触碰言论红线的道歉，中国大陆网民则更加不满，认为COVER故意发“AB文”，且认为COVER应在其他版本的公告中保持内容的一致性。这次事件是2020年hololive在中国大陆的第三次争议事件。

##### 台湾、港澳及欧美
此次事件也引起了台灣、港澳和歐美觀眾的關注，在巴哈姆特、komica、PTT和Reddit等社區網站和facebook等社交媒體引起討論。一些粉絲對參與事件的中國大陸網民的行為感到不滿，認為Cover公司的處理不妥，对二者惩罚过重，且認為该公司屈服于來自中国大陸的压力；并认为hololive旗下VTuber都是日本人，应有自由表达意见的权利。此次事件亦被部分媒體報導，例如臺灣《蘋果日報》、《自由時報》、三立新聞台及美国石英财经网等。

##### 日本
在bilibili的聲明被轉發到Twitter後也引起了日本網民的抗議，且大部分網民認為兩名VTuber引用的是YouTube提供的資料，並不應該遭受處罰。雅虎日本、赫芬顿邮报日本版和cyzo woman等日本媒体报道了此次事件。

#### 影響
自25日事件发生起，hololive及旗下大部分VTuber在bilibili的官方频道粉丝数出现了严重的下跌，其中桐生可可官方频道订阅数减少最为严重。事件發生后，hololive在中國大陸的相關活動實質上停止，與中國大陸和部分非大陸企業的商業合作受到影響。hololive中国（ホロライブ中国）的所有成员均受到牵连，于2020年12月全体毕业。
9月末事件爆發後不久，有網民發現在由中國大陸廠商米哈遊開發的遊戲《原神》中，桐生可可的名字被作为敏感词過濾。
2020年11月3日，Muse Dash的发行者心动网络在NGA論壇發表聲明，指出由於hololive有部分主播「发表分裂祖国的言论」，所以不能再讓hololive旗下主播直播心动网络的任何游戏以示抵制。其後赤井心、噶嗚·古拉等人的Muse Dash直播影片均被設成不公開。然而這篇聲明並沒有在NGA以外的地方（包括官方網站）發表，引起網民猜測。聲明發表後，Muse Dash在Steam平台上得到了包括來自中國大陸及海外的大量負評。
2020年12月17日，hololive宣佈白上吹雪、貓又小粥、獅白牡丹當天與華碩ROG有合作活動。受事件影響，活動遭到中國大陸網民的質疑。其後華碩ROG的官方微博和bilibili官方帳號進行了回應，表示將插手取消活動，並發出數篇具有争议以及辱罵內容的貼文（現已刪除），合作活動更於下午宣佈取消，而華碩有關這次合作活動的官方商城頁面也被撤下，至今台灣華碩總公司對此事定調為內部事件仍無回應。

#### 关系解冻和再次合作
2021年7月1日，桐生可可个人以“理念不合”为理由，正式从Hololive毕业。此后两年，中国大陆地区观众对于Hololive的抵制潮逐渐消退。
直到2023年8月21日，由于本事件而停止活跃3年的hololive在bilibili平台的官方账号重新活跃，发布了当时最新一期带简中字幕的hololive小剧场；两日后又发布了带双语字幕的年度夏季企划主题曲《青春档案》MV。之后，hololive在bilibili的官方账户和旗下Vtuber账户开始恢复活跃，不时单独或以合作参演的方式发布对应Youtube上的视频，显示出Hololive及bilibili的合作关系重回正常。
2024年4月1日，hololive宣布在淘宝开设官方周边旗舰店，为首次，以及在本事件发生后首次在中国大陆开设官方周边旗舰店。
2024年5月21日，hololive在bilibili的官号上宣布夏色祭会在5月24日在bilibili上重新进行限定直播，但在直播前一天的5月23日以“制作原因”的名义临时取消。有报道指出此次取消直播的原因是hololive在中国大陆的新任代理人“乐府”于5月21日当天在bilibili的直播中透露其参与了hololive和bilibili就该事件的调解工作，并在直播中大肆吹嘘2024年Bilibili Macro Link的vtuber来宾等导致“泄露机密”，随后乐府本人于5月22日公开对此次直播内容道歉。
2024年6月11日，Hololive Indonesia（holoID）旗下的三期生可波·卡娜埃露宣布入驻bilibili，并在当天晚上正式在bilibili进行限定直播，亦是该事件发生后首次重新有hololive成员在bilibili入驻以及直播，可波·卡娜埃露也因此成为首位在bilibili入驻及直播的holoID成员（此前仅JP及EN成员入驻）。2024年6月12日和13日，bilibili在这两天分别宣布hololive旗下的时乃空、萝卜子和夏色祭、可波·卡娜埃露将分别参加本年度的Bilibili World和Bilibili Macro Link，hololive之后7月10日在X（前Twitter）上也有同样的宣布，为该事件发生后hololive首次恢复参加bilibili旗下的活动。
2024年6月19日，可波·卡娜埃露在第二次B限中游玩了米哈游旗下的游戏《原神》。随后6月28日，holoID成员艾拉妮·伊歐菲芙婷及克蕾西·奧莉同时官宣入驻bilibili，并于当晚两人完成首次B站限定直播，同步视听《绝区零》前瞻直播。至到8月份，由中国大陆的游戏公司遊戲科學制作和发行的3A大作《黑神话：悟空》在全球范围内广受欢迎，而Hololive及Holostars两大团体也有多位主播在直播中游玩，代表Hololive与中国大陆文化和娱乐产业的关系趋向正常化。
2025年1月20日，hololive JP组六期生“秘密结社holoX”成员拉普拉斯·暗黑在bilibili开始账户，并在2月12日进行限定直播，是本事件发生后首位正式进行限定直播的JP组成员。
2025年5月21日，夏色祭进行bilibili限定直播，是事件前已有入驻成员中首位恢复限定直播。